# Río Antas
El río Antas es un corto río costero del sur de España que nace en el extremo oriental de la Sierra de los Filabres, en la provincia de Almería, comunidad autónoma de Andalucía, y desemboca en el mar Mediterráneo dentro del término municipal de Vera. 

## Curso
Tiene un curso de 40 km de longitud. Perteneciente en su curso medio y bajo a la cuenca de Vera junto al río Aguas y al río Almanzora. Transcurre también por el municipio de Antas con el que comparte nombre.
El río Antas nace ligeramente por encima de los 1000 m de altitud, pero dos terceras partes de su curso fluyen a menos de 100 m sobre el nivel del mar. En su curso bajo, tiene un carácter torrencial debido a las escasas precipitaciones en la zona, lo cual ha originado en ocasiones de inundación numerosas pérdidas económicas para la zona.

### Desembocadura
Desemboca en forma de humedal, en la denominada laguna de Puerto Rey, también conocida como laguna de Vera, que es un espacio natural protegido, como lo es el propio río Antas en su último tramo, ya que fue propuesto como Lugar de Interés Comunitario (LIC) desde el año 1999 con el código ES6110017; a pesar de las cercanas urbanizaciones costeras de Puerto Rey, en la margen derecha, y Las Marinas de Vera en la margen izquierda. Las lluvias torrenciales también provocan el arrastre de sedimentos hacia la desembocadura, por lo que la laguna queda a menudo separada del mar por una barrera natural.

## Flora y fauna
La zona protegida del río Antas, con una extensión de 23,08 ha, es hogar de una especie incluida en las directivas de protección de naturaleza —la tortuga mora (Testudo graeca), que se encuentra clasificada como especie vulnerable—, y presenta tres tipos de hábitat. Es una zona con vegetación de ribera bien conservada; asimismo, la zona de la laguna es una zona de interés ornitológico, ya que es zona de cría de especies como la malvasía cabeciblanca (Oxyura leucocephala) y la cerceta pardilla (Marmaronetta angustirostris).
Entre las especies representantes de flora hay principalmente carrizales (Phragmites australis), pero también tarajales (Tamarix canariensis y Tamarix boveana), saladares (Arthrocnemum macrostachyum, Limonium sp. o Suaeda vera), y juncales (Juncus maritimus y Juncus acutus).